# Отец-хозяин
«Отец-хозяин» (др. назв. «Отец мой, пастырь мой», итал. Padre padrone) — кинофильм братьев Тавиани. Экранизация произведения Гавино Ледды. Гран-При и приз МКФ.

## Сюжет
История борьбы молодого человека с собственным отцом, с воплощаемым им патриархальным укладом жизни, преобладающим в некоторых сельскохозяйственных районах, в частности на Сардинии. Жизнь героя проходит в постоянном труде и одиночестве: он немеет от отсутствия общения, окружённый лишь курами и овцами; он вынужден терпеть побои за малейшую провинность; в 20 лет он не умеет ни читать, ни писать. Лишь в армии он получает начальное образование, он с удивлением обнаруживает, что в мире есть много прекрасных вещей — музыка, литература, лингвистика. Однако его отец, проживший всю жизнь в тщетном стремлении накопить денег, не может понять и принять это, смириться с этим.

## В ролях
| Актёр                 | Роль        |
| --------------------- | ----------- |
| Омеро Антонутти       | отец        |
| Саверио Маркони       | Гавино      |
| Марчелла Микеланджели | мать        |
| Фабрицио Форте        | юный Гавино |

## Награды и номинации

### Награды
- 1977 — Берлинский кинофестиваль
  - Гран-при Интерфильм — Паоло Тавиани, Витторио Тавиани
- 1977 — Каннский кинофестиваль
  - Приз ФИПРЕССИ — Паоло Тавиани, Витторио Тавиани
  - Золотая пальмовая ветвь — Паоло Тавиани, Витторио Тавиани[1]
- 1978 — Давид ди Донателло
  - Специальный приз — Паоло Тавиани, Витторио Тавиани
- 1978 — Премия Итальянского национального синдиката киножурналистов
  - Лучший режиссёр — Паоло Тавиани, Витторио Тавиани
  - Лучший новый актёр — Саверио Маркони

### Номинации
- 1978 — Премия BAFTA
  - Самый многообещающий дебютант ведущей роли — Саверио Маркони